# ロス・シンボロス駅

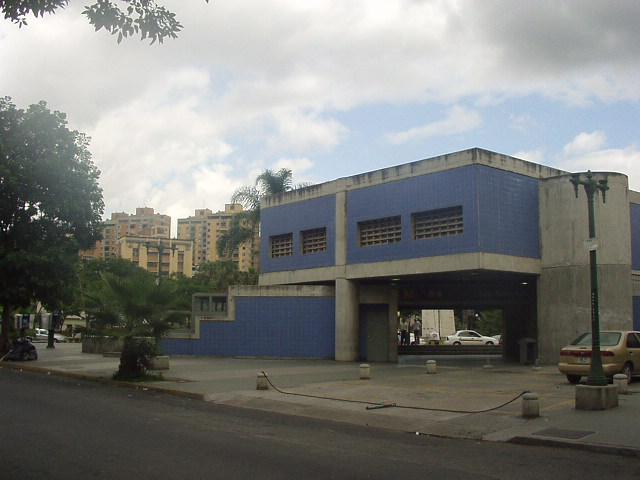
駅の出口（2004年6月）

ロス・シンボロス駅（ロス・シンボロスえき、Estación Los Símbolos) は、ベネズエラのカラカスにあるカラカス地下鉄3号線の地下鉄駅である。首都地区リベルタドル市サン・ペドロ区に位置する。1994年12月18日開業。

## 駅の構造
地下2階に島式1面2線のホーム、地下1階に改札と切符売
場がある。イルストレス歩道の下にあり、この通りに出口が2か所ある。

## 駅の周辺
イルストレス遊歩道の屈曲部とローセベルト通り（ルーズベルト通り）が接続する三叉路の中央に、ロータリーをなす形でロス・シンボロス広場がある。イルストレス遊歩道は、名前に反し、中央分離帯をはさんで広い車道を持つ大通りである。周辺は中高層の建築物が立ち並ぶ商業地、住宅地である。

## 隣の駅
シウダーウニベルシタリア駅 - ロス・シンボロス駅 - ラ・バンデーラ駅